# Морози (Зіньківська міська громада)
Морози — село в Україні, у Зіньківській міській громаді Полтавського району Полтавської області. З 2004 року населення відсутнє. До 2020 орган місцевого самоврядування — Покровська сільська рада.

## Географія
Село знаходиться на відстані 1 км від села Шкурпели. Через Морози проходить автомобільна дорога Т 1706. Селом простягається балка від висохлої річки Човнової.

## Історія
1859 року у козацькому хуторі налічувалось 5 дворів, мешкало 14 осіб (8 чоловічої статі та 6 — жіночої).
До початку 1920-х років хутір входив до складу Кирило-Ганнівської волості Зіньківського повіту, з 1923 — до Опішнянського району, а з 1962 року — до Зіньківського району.
Хутір постраждав у роки голодомору й сталінських репресій. У Національній книзі пам'яті жертв Голодомору 1932—1933 років в Україні перелічено 18 жителів села, що загинули від голоду. 1938 року за доносом місцевого агронома мешканця Морозів арештували за підозрою у куркульстві. Незважаючи на те, що селянин мав двоє волів і одного коня, за присудом трійки його розстріляли.
У Морозах функціонував колгосп «8 Березня». Після війни він об'єднався зі шкурпелівським господарством.
На початку 1950-х років у селі налічувалось близько 70 дворів, працювали початкова школа, магазин, була свиноферма. У зв'язку з віднесенням Морозів до «неперспективних сіл» у 1960—1970 роках звідси почали виїжджати жителі.
На початку 1990-х років у селі проживало 12 осіб, переважно похилого віку. Тут працював хлібний кіоск, у селі було 2 телевізори і один телефон. За переписом 2001 року у Морозах проживало 6 людей, з 2004 року населення відсутнє.
12 червня 2020 року, відповідно до розпорядження Кабінету Міністрів України № 721-р «Про визначення адміністративних центрів та затвердження територій територіальних громад Полтавської області», село увійшло до складу Зіньківської міської громади.
19 липня 2020 року, в результаті адміністративно - територіальної реформи та ліквідації Зіньківського району, село увійшло до складу новоутвореного Полтавського району Полтавської області.

## Населення

### Мова
Розподіл населення за рідною мовою за даними перепису 2001 року:
| Мова       | Кількість | Відсоток |
| ---------- | --------- | -------- |
| українська | 5         | 83.33%   |
| російська  | 1         | 16.67%   |
| Усього     | 6         | 100%     |